# Traduzir-se
Traduzir-se é o oitavo álbum de estúdio do cantor, compositor e instrumentista cearense Raimundo Fagner lançado pelo selo CBS em 1981.
O álbum foi muito bem sucedido sendo lançado na Europa e América Latina. No Brasil, chegou a marca de 250.000 cópias vendidas.

## Faixas
1. "Fanatismo" (música de Raimundo Fagner em poema de Florbela Espanca)
2. "Años" (Pablo Milanés)
3. "Verde" (Manzanita/García Lorca)
4. "Trianera" (Raimundo Fagner/Fausto Nilo)
5. "La Saeta" (Joan Manuel Serrat/Antonio Machado)
6. "Flor do Algodão" (Manassés/Raimundo Fagner)
7. "Málaga" (Ricardo Pachon/Rafael Alberti)
8. "La Leyenda del Tiempo" (Ricardo Pachon/Garcia Lorca)
9. "Traduzir-se" (música de Raimundo Fagner sobre o poema de Ferreira Gullar)

## Ligação externa
- "Traduzir-se" de Fagner no allmusic (em inglês)